# ويلموت فلمنج
ويلموت فلمنج هو سياسي أمريكي، ولد في 20 ديسمبر 1916، وتوفي في 20 مايو 1978 بسبب نوبة قلبية. نشط حزبياً في الحزب الجمهوري. وقد انتخب عضو مجلس ولاية بنسيلفانيا ‏ وانتخب عضو مجلس نواب بنسيلفانيا ‏.